# 风中的新娘
《风中的新娘》（羅馬化：Jao Sao Nai Sailom）是一部由CHANGE2561制作，安莎达彭·斯莉瓦塔娜功（Green）、艾丝特·苏普莉拉（Esther）、沙伦·斯里拉克（Porshe）、瓦立特·斯里桑塔纳（Mai）、瓦辛·阿瓦纳南特（Ko）主演的泰国情节剧。此剧改编自同名小说，目前尚未开拍。

## 演员阵容
以下部分整理资料自：
- 安莎达彭·斯莉瓦塔娜功（Green）饰演 Chalai
- 艾丝特·苏普莉拉（Esther）饰演 Rotsinee
- 沙伦·斯里拉克（Porshe）饰演 Pariyet
- 瓦立特·斯里桑塔纳（Mai）饰演 Suang
- 瓦辛·阿瓦纳南特（Ko）
- 佳妮达·芬帕丹吉（Janis）
- 布萨琳·翁丽乐浓（Grace）
- 阿梅娜·芘妮（Mo）
- 普拉克·帕尼（Zee）[2] 饰演 Anakin（原创角色）[3]
- 塔克·玛育拉（Tak）
- 恰娜娜·孥塔空（Dee）
- 克劳迪娅·查可拉班杜·那·阿育他亚
- 楚缇玛·提潘娜特（Tai）

## 制作
2022年1月24日，演员们已完成试装工作。
目前剧组尚未开机。有传闻称是因为安莎达彭·斯莉瓦塔娜功（Green）计划出国深造导致计划展延。